# Ink (película)
Ink es una película estadounidense de 2009, dirigida por Jamin Winans y producida por Double Edge Films.

## Visión general

### Argumento
El rapto en el mundo de los sueños de la pequeña Emma desata el conflicto entre los protectores del sueño y las pesadillas. Mientras tanto Ink, el misterioso raptor, avanza con la pequeña Emma a través de un mundo de realidad y fantasía dispuesto a llevar a cabo su propósito....

### Sinopsis
Cuando la luz se apaga y la ciudad se dispone a dormir, dos fuerzas emergen. Son invisibles para nosotros excepto por el poder que ejercen en nuestros sueños. Estos dos grupos combaten por nuestras almas en nuestros sueños. Una de ellas da soporte a nuestras esperanzas y nos da fuerzas para tener sueños placenteros y la otra nos lleva hacia la desesperación en nuestras pesadillas. Hay otras fuerzas en el mundo que desconocemos, entre ellas un brutal mercenario llamado Ink, que tiene la misión de ser quien nos traiga las pesadillas, pero él tiene sus propios propósitos que nadie conoce. Esta noche la ciudad duerme, pero la niña de 8 años Emma despierta en el mundo de los sueños. Antes de que pueda recobrar el aliento, es raptada por Ink de su cuerpo durmiente. Ink llevará a la niña por las muchas dimensiones del mundo de los sueños mientras que los que dan el sueño utilizan todos sus recursos para liberarla.